# Anastazy III
Anastazy III (łac. Anastasius III zm. w 913) – papież, którego pontyfikat przypadał od czerwca 911 do sierpnia 913.

## Życiorys
Był z pochodzenia Rzymianinem, synem Lucjana. W czasie dwóch lat pontyfikatu władzę praktycznie całkowicie sprawował Teofilakt i jego żona Teodozja. Kronikarz Flodoard z Rheims uważał go za łagodnego i uległego papieża, pozostającego pod silnym wpływem rodziny konsula Tusculum.
Nadał paliusz biskupowi Vercelli Ragimberowi i przyznał przywileje biskupowi Pawii. W 912 przywrócony patriarcha Konstantynopola, Mikołaj I Mistyk, napisał do papieża list wyrażający żal nad decyzją zezwalającą na czwarte małżeństwo cesarza Leona VI. Nie wiadomo jakiej odpowiedzi udzielił Anastazy, jednak nie mogła się ona spodobać Mikołajowi, który kazał wykreślić z dyptychów imię papieża.